# Pellionia grijsii
Pellionia grijsii là loài thực vật có hoa trong họ Tầm ma. Loài này được Hance mô tả khoa học đầu tiên năm 1868.